# Amallothrix lobophora
Amallothrix lobophora är en kräftdjursart som först beskrevs av Mungo Park 1970.  Amallothrix lobophora ingår i släktet Amallothrix och familjen Scolecitrichidae. Inga underarter finns listade i Catalogue of Life.